# Eulithis ochroleuca
Eulithis ochroleuca är en fjärilsart som beskrevs av Alexander Michailovitsch Djakonov 1936. Eulithis ochroleuca ingår i släktet Eulithis och familjen mätare. Inga underarter finns listade i Catalogue of Life.